# Funambulus tristriatus
Espèce
Synonymes
- Funambulus (Funambulus) tristriatus (Waterhouse, 1837)[2]
- Funambulus thomasi Wroughton & Davidson, 1919[3]
- Funambulus tristriatus annandalei[3]
- Funambulus tristriatus Wroughton, 1916[3]
- Funambulus wroughtoni Ryley, 1913[3]
- Sciurus dussmieri Milne-Edwards, 1867[3]
- Sciurus tristriatus Waterhouse, 1837[3]

Statut de conservation UICN

 LC  : Préoccupation mineure
Funambulus tristriatus est une espèce de rongeurs de la famille des Sciuridés. Cet écureuil est endémique des Ghats occidentaux en Inde.

## Liste des sous-espèces
Selon Mammal Species of the World (version 3, 2005)  (24 juin 2018) :
- sous-espèce Funambulus tristriatus numarius
- sous-espèce Funambulus tristriatus tristriatus